# Don Beauman
Donald Beauman, britanski dirkač Formule 1, * 26. julij 1928, Farnborough, Hampshire, Anglija, Združeno kraljestvo, † 9. julij 1955, Rathnew, Irska.

## Življenjepis
V svoji karieri je nastopil le na domači dirki za Veliko nagrado Velike Britanije v sezoni 1954, kjer je z dirkalnikom Connaught A Type privatnega moštva zasedel enajsto mesto z več kot šestimi krogi zaostanka za zmagovalcem. Leta 1955 se je smrtno ponesrečil na manjši irski dirki Leinster Trophy.

## Popolni rezultati Formule 1
(legenda) (odebeljene dirke pomenijo najboljši štartni položaj, poševne pa najhitrejši krog, †-uvrščen kljub odstopu)
| Leto | Moštvo           | Šasija           | Motor                  | 1   | 2   | 3   | 4   | 5     | 6   | 7   | 8   | 9   | Prv | Toč |
| ---- | ---------------- | ---------------- | ---------------------- | --- | --- | --- | --- | ----- | --- | --- | --- | --- | --- | --- |
| 1954 | Sir Jeremy Boles | Connaught A Type | Lea-Francis Straight-4 | ARG | 500 | BEL | FRA | VB 11 | NEM | ŠVI | ITA | ŠPA | -   | 0   |